# Municipalidad de Puntarenas
La Municipalidad de Puntarenas es el Gobierno Local del cantón de Puntarenas, ubicado en la provincia de Puntarenas en el Pacífico Central de Costa Rica. Fue fundada en 1848.
Administra de forma autónoma los intereses y servicios del cantón puntarenense.  Está conformada por la Alcaldía, que ejerce el poder ejecutivo, y el Concejo Municipal, que detenta el poder legislativo local.
Su sede se encuentra en el centro de la ciudad de Puntarenas, en el Palacio Municipal. El actual alcalde es Wilber Madriz Arguedas del Partido Liberación Nacional.

## Historia
La Municipalidad de Puntarenas fue establecida en 1848, como Comarca, convirtiéndose en una de las primeras del país.
En sus inicios, su jurisdicción abarcaba toda la provincia de Puntarenas. Con el paso de los años se fueron creando otras municipalidades en el territorio, dividiendo la administración territorial y reduciendo así su área únicamente al cantón central.
Puntarenas experimentó un importante crecimiento económico a finales del siglo XIX con la expansión de la actividad portuaria. Eso le permitió incrementar sus capacidades como gobierno local.
La Municipalidad de Puntarenas es responsable de una amplia gama de servicios públicos, incluyendo:
- Limpieza y recolección de basura
- Alumbrado público
- Construcción y mantenimiento de calles y carreteras
- Parques y jardines
- Agua potable
- Alcantarillado
- Recolección de aguas residuales
- Seguridad ciudadana

## Administración
La Municipalidad de Puntarenas está administrada por dos órganos principales, el Concejo Municipal; como poder legislativo; y la Alcaldía; como poder ejecutivo. Sus funciones tienen total autonomía con respecto al Gobierno Central de Costa Rica.
Alcaldía
Ejerce las funciones ejecutivas y administrativas. El alcalde es electo popularmente por 4 años. 
Entre sus responsabilidades principales están:
- Ser el representante legal de la municipalidad.
- Establecer y ejecutar las políticas públicas del cantón
- tiene a cargo la administración general del gobierno local y vigilar que se cumplan los acuerdos del Concejo.

Los alcaldes comenzaron a ser elegidos por votación popular a partir de la reforma al Código Municipal de 1998.
El actual alcalde es Randall Alexis Chavarría Matarrita del Partido Unidad Social Cristiana.
Concejo Municipal
Es el órgano deliberativo, legislativo y fiscalizador. Está compuesto por 9 regidores propietarios, con derecho a voz y voto y por 9 regidores suplentes, 11 síndicos propietarios y el alcalde; estos con derecho a voz pero sin voto.
Está presidido por un Presidente Municipal, electo entre los regidores propietarios. Es el encargado de tomar los acuerdos y de aprobar o improbar las distintas propuestas y solicitudes presentadas ante la municipalidad. Sus acuerdos son vinculantes, aunque se encuentran sujetos al poder de veto del alcalde.
Su presidente actual es Kerlyn Annette Molina Corella del Partido Unidad Social Cristiana.